# Communications in Mathematical Physics
Die Communications in Mathematical Physics (Comm. Math. Phys., CMP) ist eine seit 1965 im Springer Verlag erscheinende Zeitschrift für mathematische Physik des American Institute of Physics.
Sie ist neben dem älteren Journal of Mathematical Physics die führende Zeitschrift auf ihrem Gebiet. Die Gründung erfolgte auf Initiative von Rudolf Haag, der auch erster Herausgeber war, und Res Jost. Nach Haag wurde Klaus Hepp 1973 der Herausgeber, 1976 James Glimm und 1979 Arthur Jaffe. 2000 bis 2012 folgte Michael Aizenman. Herausgeber ist zurzeit Horng-Tzer Yau.
Die ISSN ist 0010-3616.
Die Ausgaben bis 1997 sind online im Project Euclid.